# Berg (Starnberger See)
Berg är en kommun och ort i Landkreis Starnberg i Regierungsbezirk Oberbayern i förbundslandet Bayern i Tyskland. Berg, som för första gången nämns som perge cum basilica i ett dokument från år 822, har cirka 8 000 invånare. Berg är beläget på Starnbergsjöns östra strand.

## Administrativ indelning
Berg består av fjorton Ortsteile.
- Aufhausen
- Aufkirchen
- Allmannshausen
- Assenhausen
- Bachhausen
- Berg
- Farchach
- Harkirchen
- Höhenrain
- Kempfenhausen
- Leoni
- Martinsholzen
- Mörlbach
- Sibichhausen